# Ruusa
Ruusa – wieś w Estonii, w prowincji Põlva, w gminie Räpina.
Znajduje się tu przystanek kolejowy Ruusa, położony na linii Tartu – Koidula.